# Parti marxiste-léniniste du Québec
Ne doit pas être confondu avec Parti communiste du Québec (PCQ-PCC).
Le Parti marxiste-léniniste du Québec (PMLQ) est un parti politique québécois d'orientation marxiste-léniniste, actif au niveau provincial au Québec (Canada). La cheffe du parti est Christine Dandenault.
Le programme du PMLQ lors des élections générales québécoises de 2008 appelait à « fournir une nouvelle direction pour le Québec ». Ce programme appelait la classe ouvrière du Québec et l'ensemble du peuple à rejeter le plan d'action du gouvernement Charest pour payer les riches. « Participons au mouvement pour créer une alternative courageuse qui arrête de payer les riches, augmente les investissements dans les programmes sociaux et investisse le peuple de son pouvoir pour qu'il prenne contrôle de sa vie et de la direction de l'économie par le renouveau démocratique et l'affirmation de la souveraineté nationale », soulignait le PMLQ sur son site web.

## Histoire
Fondé en 1970, le parti est issu du Parti communiste du Canada (marxiste-léniniste) fédéral, auquel le Parti marxiste-léniniste du Québec est affilié.

## Résultats électoraux
| Élection | Chef            | Sièges                                   | Sièges         | Voix  | Voix   | Voix | Slogan                                                   |
| Élection | Chef            | Candidats / Circonscriptions en élection | Sièges obtenus | Votes | %      | +/-  | Slogan                                                   |
| -------- | --------------- | ---------------------------------------- | -------------- | ----- | ------ | ---- | -------------------------------------------------------- |
| 1973     | -               | 15 / 110                                 | 0 / 110        | 1 395 | 0,05 % | 5e   | -                                                        |
| 1976     | -               | -                                        | -              | -     | -      | -    | -                                                        |
| 1981     | -               | 40 / 110                                 | 0 / 110        | 3 299 | 0,09 % | 5e   | -                                                        |
| 1985     | -               | -                                        | -              | -     | -      | -    | -                                                        |
| 1989     | -               | 30 / 125                                 | 0 / 125        | 4 245 | 0,12 % | 11e  | -                                                        |
| 1994     | -               | 13 / 125                                 | 0 / 125        | 1 171 | 0,03 % | 15e  | -                                                        |
| 1998     | -               | 24 / 125                                 | 0 / 125        | 2 747 | 0,07 % | 8e   | -                                                        |
| 2003     | Claude Brunelle | 23 / 125                                 | 0 / 125        | 2 749 | 0,07 % | 9e   | -                                                        |
| 2007     | Claude Brunelle | 24 / 125                                 | 0 / 125        | 2 091 | 0,05 % | 6e   | -                                                        |
| 2008     | Pierre Chénier  | 23 / 125                                 | 0 / 125        | 2 727 | 0,08 % | 7e   | -                                                        |
| 2012     | Pierre Chénier  | 25 / 125                                 | 0 / 125        | 1 969 | 0,05 % | 13e  | -                                                        |
| 2014     | Pierre Chénier  | 24 / 125                                 | 0 / 125        | 2 016 | 0,05 % | 10e  | Pour un Québec souverain qui défend les droits de tous ! |
| 2018     | Pierre Chénier  | 25 / 125                                 | 0 / 125        | 1 708 | 0,04 % | 11e  | -                                                        |
| 2022     | Pierre Chénier  | 12 / 125                                 | 0 / 125        | 675   | 0,02%  | 15e  | -                                                        |